# Chakachamna Lake
Der Chakachamna Lake ist ein etwa 72 km² großer See im Südwesten von Alaska (USA), knapp 140 km westlich von Anchorage.
Der 348 m hoch gelegene See befindet sich unterhalb der Westflanke des Mount Spurr. Südlich des Sees erheben sich die Neacola Mountains, die einen Teil der Aleutenkette bilden. Im Norden wird der See von Bergen flankiert, die zum äußersten Süden der Alaskakette zählen. Der Chakachamna Lake erstreckt sich über 24 km in West-Ost-Richtung. Er ist 3,9 km breit. Die mittlere Wassertiefe wird mit 78 m angegeben. Am westlichen Seeende befindet sich die Gletscherzunge sowie der mittlerweile entstandene Gletscherrandsee des in nördlicher Richtung strömenden Shamrock-Gletschers. Weiter westlich liegt der Kenibuna Lake. Der Chakachatna River fließt von diesem zum Chakachamna Lake. Weitere Zuflüsse des Chakachamna Lake sind Chilligan River und Nagishlamina River, beide von Norden. Am östlichen Seeende mündet der Barrier-Gletscher, der die Ostflanke von Mount Chichantna und Mount Spurr entwässert, in den See. Südlich des unteren Gletscherendes verlässt der Chakachatna River, ein linker Nebenfluss des McArthur River, den Chakachamna Lake.
Es gab Pläne, das Wasser des Sees über eine unterirdische Rohrleitung einem künftigen 330 MW-Wasserkraftwerk am McArthur River zuzuleiten.
Die Pläne wurden bisher nicht weiterverfolgt.